# جيل كلايبراج
جيل كلايبراج (بالإنجليزية: Jill Clayburgh)‏ هي ممثلة تعبيرية وممثلة أمريكية، ولدت في 30 أبريل 1944 بنيويورك في الولايات المتحدة، وتوفيت في 5 نوفمبر 2010 في الولايات المتحدة بسبب سرطان وابيضاض الدم. بدأت مشوارها المهني سنة 1968.

## أعمال

### أفلام
- (1978) امرأة غير متزوجة
- (2010) حب ومخدرات أخرى[7]
- (2011) الإشبينات[8]

## ترشيحات
- جائزة الأوسكار لأفضل ممثلة (1978)
- جائزة الأوسكار لأفضل ممثلة، عن عمل: امرأة غير متزوجة (1978)

## وصلات خارجية
- جيل كلايبراج على موقع IMDb (الإنجليزية)
- جيل كلايبراج على موقع روتن توميتوز (الإنجليزية)
- جيل كلايبراج على موقع مونزينجر (الألمانية)
- جيل كلايبراج على موقع قاعدة بيانات الأفلام العربية
- جيل كلايبراج على موقع ألو سيني (الفرنسية)
- جيل كلايبراج على موقع ميوزك برينز (الإنجليزية)
- جيل كلايبراج على موقع تيرنر كلاسيك موفيز (الإنجليزية)
- جيل كلايبراج على موقع أول موفي (الإنجليزية)
- جيل كلايبراج على موقع قاعدة بيانات برودواي على الإنترنت (الإنجليزية)
- جيل كلايبراج على موقع قاعدة بيانات الأفلام السويدية (السويدية)